# Свапа
Свапа́ — река в Курской и Орловской областях России, правый приток Сейма.
Длина (по разным источникам) — 182—197 км. Площадь водосборного бассейна — 4990 км². Средний расход воды — 16,7 м³/с.

## Гидроним
По мнению Розвадовского (Studia nad nazwami wód słowiańskich. 9) из иранского *sụ-ap- «хорошая вода», ср. авест. hvāpi-, с последующей субституцией начального согласного в славянском. Последнее утверждение сомнительно в фонетическом отношении, поскольку основная масса фактов противоречит принятию такой субституции. Иную, исконно славянскую этимологию предлагает Мошинский (Pierwotny zasięg języka prasłowiańskiego. 188 ff.), сравнивая Свапа со слав. svep- «колебаться». В последнем случае славянской этимологии противоречит иранский гидронимический контекст этого района. <…> Возможно, представит интерес название притока этой реки Вопка.— Трубачёв О. Н.

### Прежние названия
Свопа (в Книге Большому чертежу).

## Гидрография
Река берёт начало на юго-западном склоне Среднерусской возвышенности, в Самодуровском болоте рядом с деревней Подсоборовкой Поныровского района на высоте 200 м над уровнем моря. В верхнем течении образует естественную границу между Курской и Орловской областями в пределах Поныровского и Фатежского районов. Протекает затем по территориям Железногорского и Дмитриевского районов, в нижнем течении является пограничной рекой между Хомутовским и Конышёвским районами и впадает в Сейм на границе Хомутовского и Льговского районов Курской области (по другим данным — впадает в Сейм двумя рукавами (один из рукавов — Нестунь), на стыке трёх районов — Конышёвского, Рыльского и Льговского). В среднем и нижнем течении ширина реки доходит до 50 м и более, глубина до 5 м. Ширина долины Свапы от 0,5 — 1 км в верхнем течении увеличивается к устью до 5 км. Правые берега реки возвышенные, местами сильно расчленённые, левые — низменные, песчаные и террасированные. Пойма Свапы богата болотами: наиболее крупные их массивы сосредоточены в среднем и нижнем течении реки. Вода чистая, прозрачная.
Свапа замерзает в ноябре — декабре, вскрывается в марте — первой половине апреля.

## Притоки
Главный приток — Усожа (левый).

Правые: Турейка, Турьи, Белый Немёд, Песочная, Чернь, Понашевка, Осмонь, Харасея, Береза, Амонька, Рыло.
Левые: Молотычи, Красавка, Усожа, Суслов, Жигаевка, Усперт, Беличка, Шмача, Вандарец, Платавка.

## Хозяйственное использование и экология
В 1976 году на Свапе в месте впадения в неё притока Белый Немёд, на границе Курской (Железногорский район) и Орловской (Троснянский район) областей построено русловое Михайловское водохранилище. Воды используются для нужд сельского хозяйства, Курским зональным рыбопитомником и Михайловским ГОК.

В 2018 году на территории Поныровского района в целях охраны редких видов флоры и фауны Курской области, в том числе внесённых в Красную книгу Российской Федерации, образован памятник природы регионального значения «Урочище Большой курган и истоки Свапы» (площадь — 162,1 га). 

Ещё два памятника природы — государственный природный заказник местного значения «Пустошь-Корень» (образован в Железногорском районе, в междуречье Свапы и её притоков Чернь, Песочная, Усожа) и памятник природы местного значения «Артезианский источник» (образован в Железногорском районе, опушка урочища Гнань рядом с селом Гнань) — были упразднены в 2009 году.